# سار سرسفید
سار سر سفید (نام علمی: Sturnia erythropygius) نام یک گونه از تیره سار است.